# Коваленко Прохор Тихонович
Коваленко Прохор Тихонович (нар. 23 лютого 1884, с. Ярославець, Глухівський повіт, Чернігівська губ. — 16 жовтня 1963, Київ) — український актор, режисер, театральний педагог.

## Життєпис
Народився 23 лютого 1884 року в с. Ярославець на Глухівщині (нині Конотопський район, Сумська обл.). В пошуках кращої долі родина переїхала на Київщину. Коли Прохору виповнилося 7 років, батько помер. Щоб прогодувати матір та братів, хлопець пішов на службу до місцевого пана, пізніше працював на київському заводі.
Талановитий юнак був організатором та членом багатьох гуртків театральної самодіяльності, цікавився творчістю українських та зарубіжних письменників. 1904 р. дебютував у виставах «Назар Стодоля» за однойменним твором Т. Шевченка та «Хазяїн» за твором І. Карпенка-Карого.
За революційну діяльність був засланий у 1906 році до Олонецької губернії.
Закінчив Київську музичну школу М. Лисенка (1910).
У 1910—1920 рр. — актор і режисер в українських пересувних трупах. Працював у Театрі М. Садовського (1910—1917), про що згадував В. С. Василько: «Активний громадський діяч, він сприяв розвитку театру, підтримуючи усе прогресивне, молоде, нове. Автор невеликої п'єси „Халепа“, а також перекладач кількох творів, які йшли в театрі Садовського („Стара шахта“, „Королева Сабат“). Грав переважно других любовників та невеликі характерні епізодичні ролі».
В 1926—1948 рр. працював у Київському українському драматичному театрі ім. І. Франка.
Стояв у витоків українського радіотеатру.
У 1933—1960 рр. викладав мистецтво гримування у Київському інституті театрального мистецтва (нині — Київський національний університет театру, кіно і телебачення імені Івана Карповича Карпенка-Карого).
Автор книг «Незабутнє. Спогади старого актора» (1962), «Шляхи на сцену» (1964), спогадів про Марка Кропивницького та композитора Кирила Стеценка, з яким актор товаришував.
Помер 16 жовтня 1963 року у Києві.
У Центральному державному архіві-музеї літератури і мистецтва України зберігаються документи особового фонду П. Т. Коваленка, які надійшли 1970 р. від сина митця, актора Юрія Прохоровича Коваленка. Серед них: рукописи та машинописи п'єс, сценаріїв, інсценізацій та віршів; щоденникові автобіографічні записи та спогади з акторського життя, листи, фотографії тощо.

## Основні ролі
Театральні ролі: Гордій, Микита («Доки сонце зійде, роса очі виїсть», «Дай серцю волю, заведе в неволю» М. Кропивницького), Стьопочка («Житейське море» І. Карпенко-Карого), Той, що в скелі сидить, Ґранд («Лісова пісня», «Камінний господар» Лесі Українки), Пилип («Страшний сон» В. Короленка, Ю. Яворенка), Олекса Бабич («Украдене щастя» І. Франка).
Виконав епізодичні ролі у фільмах «Земля» (1930), «Щорс» (1939; обидва — реж. О. Довженко), «Вершники» (1939; реж. І. Савченко).

## Вибрані твори
- Коваленко П. Театральний грим / П. Коваленко. — Київ : Мистецтво, 1953. — 57 с. : іл. — (На допомогу художній самодіяльності).
- Коваленко П. М. Л. Кропивницький — читець : (спогади очевидця) / П. Коваленко // Марко Лукич Кропивницький : зб. статей, спогадів і матеріалів. — Київ : Мистецтво, 1955. — С. 333—336.
- Коваленко П. Незабутнє : спогади старого актора / П. Коваленко. — Київ : Радянський письменник, 1962. — 271 с.
- Коваленко П. Т. Шляхи на сцену / Прохор Тихонович Коваленко. — Київ : Мистецтво, 1964. — 291 с.
- Коваленко П. Вогонь музики / Прохор Коваленко // Кирило Стеценко. Спогади. Листи. Матеріали. — Київ, 1981. — С. 29—41.